# Ordine di battaglia della prima guerra balcanica
Questa pagina contiene gli ordini di battaglia relativi alla prima guerra balcanica, divisi per nazione; i dati si riferiscono all'ottobre del 1912, al momento dell'entrata in guerra delle rispettive nazioni

## Bulgaria
Zar Ferdinando I di Bulgaria - comandante in capo nominale delle forze bulgare
Tenente generale Mihail Savov - assistente del comandante in capo (comandante in capo effettivo)
Maggior generale Ivan Fičev - capo di stato maggiore dell'esercito bulgaro

### Prima Armata
Tenente generale Vasil Kutinchev - comandante dell'armata
Colonnello Asen Papadopov - capo di stato maggiore
- 1ª Divisione fanteria "Sofia" - maggior generale Stefan Toshev
  - 1ª Brigata - colonnello Nikola Zeljavski
    - 1º Reggimento fanteria "Sofia", 6º Reggimento fanteria "Tarnov"

  - 2ª Brigata - maggior generale Ivan Popov
    - 37º Reggimento fanteria, 38º Reggimento fanteria

  - Due reggimenti di artiglieria da campagna, un battaglione di pionieri

- 3ª Divisione fanteria "Balkan" - maggior generale Ivan Sarafov
  - 1ª Brigata - colonnello Ivan Paskalev
    - 11º Reggimento fanteria "Slivenski", 24º Reggimento fanteria "Chernomorski"

  - 2ª Brigata - colonnello Nikola Ribarov
    - 32º Reggimento fanteria "Zagorski", 29º Reggimento fanteria "Jambolski"

  - 3ª Brigata - maggior generale Stefan Tepavicharov
    - 41º Reggimento fanteria, 42º Reggimento fanteria

  - Due reggimenti di artiglieria da campagna, un battaglione di pionieri

- 10ª Divisione fanteria "Sborna" - maggior generale Stoyu Bradistilov
  - 1ª Brigata - colonnello Vasil Petev
    - 16º Reggimento fanteria "Lovchanski", 25º Reggimento fanteria "Dragomanski"

  - 2ª Brigata - colonnello Atanas Petrov
    - 47º Reggimento fanteria, 48º Reggimento fanteria

  - Un reggimento di artiglieria da campagna, un battaglione di pionieri

- Truppe dell'armata:
  - 9º Reggimento cavalleria
  - Distaccamenti telegrafisti, ciclisti, polizia militare, genieri

### Seconda Armata
Tenente generale Nikola Ivanov - comandante dell'armata
Colonnello Nikola Zhekov - capo di stato maggiore
- 8ª Divisione fanteria "Tundzha" - maggior generale Dimitar Kirkov
  - 1ª Brigata - colonnello Georgi Marchin
    - 10º Reggimento fanteria "Rodopski", 30º Reggimento fanteria "Sheynovski"

  - 2ª Brigata - colonnello Gino Kardzhiev
    - 12º Reggimento fanteria "Balkanski", 23º Reggimento fanteria "Shipchenski"

  - 3ª Brigata - colonnello Ivan Pachev
    - 51º Reggimento fanteria, 52º Reggimento fanteria

  - Reggimento della guardia reale
  - Due reggimenti di artiglieria da campagna, un battaglione di pionieri

- 9ª Divisione fanteria "Pleven" - maggior generale Radoy Sirakov
  - 1ª Brigata - colonnello Mihail Evrov
    - 4º Reggimento fanteria "Plevenski", 17º Reggimento fanteria "Dorostolski"

  - 2ª Brigata - colonnello Hristo Popov
    - 33º Reggimento fanteria "Svistorski", 34º Reggimento fanteria "Troyanski"

  - 3ª Brigata - maggior generale Grigor Grancharov
    - 53º Reggimento fanteria, 54º Reggimento fanteria

  - Due reggimenti di artiglieria da campagna, un battaglione di pionieri

- 11ª Divisione di fanteria - maggior generale Valko Velchev
  - 1ª Brigata - colonnello Stoyan Abrashev
    - 55º Reggimento fanteria, 56º Reggimento fanteria

  - 2ª Brigata - colonnello Georgi Klisurov
    - 57º Reggimento fanteria, 58º Reggimento fanteria

  - Un reggimento di artiglieria da campagna, un distaccamento di pionieri

- Distaccamento "Haskovo" - colonnello Vasil Delov
  - 28º Reggimento fanteria "Stremski", 40º Reggimento fanteria
  - Un reggimento d'artiglieria, un battaglione artiglieria da montagna, un battaglione di cavalleria, una compagnia di pionieri

- Distaccamento "Kardzhali" - colonnello Hristo Sevov
  - 1º Reggimento fanteria di rincalzo, 2º Reggimento fanteria di rincalzo
  - Un battaglione di artiglieria da montagna, un distaccamento di cavalleria

- Brigata di cavalleria mista - maggior generale Aleksandar Tanev
  - 3º Reggimento cavalleria, 6º Reggimento cavalleria

- Parco di artiglieria d'assedio:
  - Due reggimenti di artiglieria pesante, due battaglioni di artiglieria da fortezza

- Truppe dell'armata:
  - 1ª Unità aeronautica, un reggimento di artiglieria pesante, battaglione pontieri, distaccamento ciclisti

### Terza Armata
Tenente generale Radko Dimitriev - comandante dell'armata
Colonnello Konstantin Žostov - capo di stato maggiore
- 4ª Divisione fanteria "Preslav" - maggior generale Kliment Boyadzhiev
  - 1ª Brigata - colonnello Atanas Todorov
    - 7º Reggimento fanteria "Preslavski", 19º Reggimento fanteria "Shumenski"

  - 2ª Brigata - colonnello Perikal Enchev
    - 8º Reggimento fanteria "Primorski", 31º Reggimento fanteria "Varneiski"

  - 3ª Brigata - maggior generale Vaklin Tserkovski
    - 43º Reggimento fanteria, 44º Reggimento fanteria

  - Due reggimenti di artiglieria da campagna, un battaglione di pionieri

- 5ª Divisione fanteria "Dunav" - maggior generale Pavel Hristov
  - 1ª Brigata - colonnello Georgi Abadzhiev
    - 2º Reggimento fanteria "Iskarski", 5º Reggimento fanteria "Dunavski"

  - 2ª Brigata - colonnello Venko Sofroniev
    - 18º Reggimento fanteria "Etarski", 20º Reggimento fanteria "Dobrudzhanski"

  - 3ª Brigata - colonnello Nikola Ivanov
    - 45º Reggimento fanteria, 46º Reggimento fanteria

  - Due reggimenti di artiglieria da campagna, un battaglione di pionieri

- 6ª Divisione fanteria "Bdin" - maggior generale Pravoslav Tenev
  - 1ª Brigata - colonnello Todor Kantardzhiev
    - 3º Reggimento fanteria "Bdinski", 15º Reggimento fanteria "Lomski"

  - 2ª Brigata - colonnello Hristo Pakov
    - 35º Reggimento fanteria "Vrachanski", 36º Reggimento fanteria "Kozloduynski"

  - Un reggimento di artiglieria da campagna, un battaglione di pionieri

- Divisione di cavalleria - maggior generale Atanas Nazlamov
  - 1ª Brigata - colonnello Petar Salabashev
    - 1º Reggimento cavalleria, 2º Reggimento cavalleria

  - 2ª Brigata - colonnello Stoyan Danailov
    - 4º Reggimento cavalleria, 7º Reggimento cavalleria, 10º Reggimento cavalleria

- Truppe dell'armata:
  - 8º Reggimento cavalleria
  - Un reggimento di artiglieria pesante, un battaglione di artiglieria da montagna, un battaglione di artiglieria da campagna, distaccamenti telegrafisti, genieri, polizia militare, ciclisti

### Unità autonome
Distaccamento "Rodope" - maggior generale Stiliyan Kovachev
- 2ª Divisione fanteria "Tracia" - maggior generale Stiliyan Kovachev
  - 1ª Brigata - colonnello Dimitar Geshov
    - 9º Reggimento fanteria "Plovdivski", 21º Reggimento fanteria "Srednogorski"

  - 3ª Brigata - colonnello Vladimir Serafimov
    - 27º Reggimento fanteria "Chepinski", 39º Reggimento fanteria

  - Due reggimenti di artiglieria da montagna, quattro unità di volontari irregolari

7ª Divisione fanteria "Rila" - maggior generale Georgi Todorov

(nominalmente assegnata alla Seconda Armata serba)
- 1ª Brigata - colonnello Todor Mitov
  - 13º Reggimento fanteria "Riliski", 26º Reggimento fanteria "Pernishki"
- 2ª Brigata - colonnello Spas Chilingirov
  - 14º Reggimento fanteria "Makedonski", 20º Reggimento fanteria "Trakiyski"
- 3ª Brigata - maggior generale Spas Georgiev
  - 49º Reggimento fanteria, 50º Reggimento fanteria
- 5º Reggimento cavalleria
- Due reggimenti di artiglieria da campagna, un reggimento di artiglieria da montagna, un battaglione di pionieri

Macedono-Odrinsko Opalchenie - maggior generale Nikola Genev
- 12 distaccamenti di volontari irregolari, un distaccamento di pionieri

## Serbia
Re Pietro I di Serbia - comandante in capo delle forze serbe
Generale Radomir Putnik - capo di stato maggiore dell'esercito serbo
- Unità assegnate al quartier generale:
  - 6º Reggimento fanteria soprannumerato
  - Una batteria di artiglieria da montagna, tre di artiglieria da fortezza, unità del genio, una sezione telegrafisti

### Prima Armata
Principe ereditario Alessandro Karađorđević - comandante dell'armata
Colonnello Petar Bojović - capo di stato maggiore
- Divisione fanteria "Morava" I - colonnello Ilija Gojkovich
  - 1º, 2º, 3º, 16º Reggimento fanteria di I classe
  - Reggimento cavalleria "Morava" I
  - Un reggimento di artiglieria da campagna, mezzo battaglione di pionieri, una sezione di telegrafisti

- Divisione fanteria "Drina" I - colonnello Pavle Jurisich Sturm
  - 4º, 5º, 6º, 17º Reggimento fanteria di I classe
  - Reggimento cavalleria "Drina" I
  - Un reggimento di artiglieria da campagna, mezzo battaglione di pionieri, una sezione di telegrafisti

- Divisione fanteria "Dunav" I - colonnello Milos Bozanovich
  - 7º, 8º, 9º, 18º Reggimento fanteria di I classe
  - Reggimento cavalleria "Dunav" I
  - Un reggimento di artiglieria da campagna, mezzo battaglione di pionieri, una sezione di telegrafisti

- Divisione fanteria "Dunav" II - colonnello Michailo Rachich
  - 7º, 8º, 9º Reggimento fanteria di II classe, 4º Reggimento fanteria soprannumerato
  - Reggimento cavalleria "Drina" II
  - Un reggimento di artiglieria da campagna, mezzo battaglione di pionieri, una sezione di telegrafisti

- Divisione fanteria "Timok" II - colonnello Dragutin Milutinovich
  - 13º, 14º, 15º Reggimento fanteria di II classe
  - Reggimento cavalleria "Timok" II
  - Un reggimento di artiglieria da campagna, mezzo battaglione di pionieri, una sezione di telegrafisti

- Divisione di cavalleria - principe Arsen Karađorđević
  - 1ª Brigata cavalleria - colonnello Milan Dunich
    - 1º Reggimento cavalleria, 2º Reggimento cavalleria

  - 2ª Brigata cavalleria - colonnello Branislav Lontkijevich
    - 3º Reggimento cavalleria, 4º Reggimento cavalleria

  - Un gruppo di artiglieria a cavallo

- Truppe dell'armata:
  - Una batteria di artiglieria da montagna, una di artiglieria pesante, una di mortai, tre di artiglieria da fortezza, due sezioni di telegrafisti

### Seconda Armata
Maggior generale Stepa Stepanović - comandante dell'armata
Tenente colonnello Boislav Zivanovich - capo di stato maggiore
- Divisione fanteria "Timok" I - colonnello Vladimir Kondich
  - 13º, 14º, 15º, 20º Reggimento fanteria di I classe
  - Reggimento cavalleria "Timok" I
  - Un reggimento di artiglieria da campagna, mezzo battaglione di pionieri, una sezione di telegrafisti

- 7ª Divisione fanteria "Rila" (Bulgaria)

(Vedi ordine di battaglia delle forze bulgare)
- Truppe dell'armata:
  - Due batterie di artiglieria da campagna, una di artiglieria pesante, una sezione di telegrafisti

### Terza Armata
Maggior generale Božidar Janković - comandante dell'armata
Tenente colonnello Dusan Pechich - capo di stato maggiore
- Divisione fanteria "Šumadija" I - colonnello George Michailovich
  - 10º, 11º, 12º, 19º Reggimento fanteria di I classe
  - Reggimento cavalleria "Šumadija" I
  - Un reggimento di artiglieria da campagna, mezzo battaglione di pionieri, una sezione di telegrafisti

- Divisione fanteria "Morava" II - colonnello Milovan Nedich
  - 1º, 2º, 3º Reggimento fanteria di II classe
  - Reggimento cavalleria "Timok" II
  - Un reggimento di artiglieria da campagna, mezzo battaglione di pionieri, una sezione di telegrafisti

- Divisione fanteria "Drina" II - colonnello Pavle Paunovich
  - 5º e 6º Reggimento fanteria di II classe
  - Reggimento cavalleria "Drina" II
  - Un reggimento di artiglieria da campagna, mezzo battaglione di pionieri, una sezione di telegrafisti

- Brigata autonoma di fanteria "Morava" I - tenente colonnello Stefan Milovanovich
  - 1º e 2º Reggimento fanteria soprannumerato
  - Due squadroni di cavalleria
  - Una batteria di artiglieria da campagna, mezzo battaglione di pionieri

- Truppe dell'armata:
  - Due batterie di artiglieria da montagna, due di artiglieria pesante, una di artiglieria da fortezza, una sezione di telegrafisti

### Armata dell'Ibar
Maggior generale Mihailo Živković - comandante dell'armata
Tenente colonnello Dusan Popovich - capo di stato maggiore
- Divisione fanteria "Šumadija" II - colonnello Pavle Paunovich
  - 10º, 11º 12º Reggimento fanteria di II classe, 5º Reggimento fanteria soprannumerato
  - Reggimento cavalleria "Šumadija" II
  - Un reggimento di artiglieria da campagna, due batterie di artiglieria da montagna, una di artiglieria pesante, mezzo battaglione di pionieri, una sezione di telegrafisti

- Brigata autonoma di fanteria "Javor" - tenente colonnello Milivoje Anđelković
  - 4º Reggimento fanteria di II classe, 3º Reggimento fanteria soprannumerato
  - Uno squadrone di cavalleria
  - Due batterie di artiglieria da campagna, una di artiglieria da montagna, un distaccamento di pionieri

## Grecia
Principe ereditario Costantino - ispettore generale dell'esercito (comandante in capo delle forze greche)
Maggior generale Panagiōtīs Dagklīs - capo di stato maggiore dell'esercito greco

### Armata della Tessaglia
Principe ereditario Costantino - comandante dell'armata
Maggior generale Panagiotis Danglis - capo di stato maggiore
- 1ª Divisione fanteria - maggior generale Emmanuel Manousogiannakes
  - 2º, 4º e 5º Reggimento fanteria
  - Un mezzo squadrone di cavalleria
  - Due gruppi di artiglieria da campagna, una compagnia di pionieri

- 2ª Divisione fanteria - maggior generale Konstantinos Kallares
  - 1º, 3º e 7º Reggimento fanteria
  - Un mezzo squadrone di cavalleria
  - Due gruppi di artiglieria da campagna, una compagnia di pionieri

- 3ª Divisione fanteria - maggior generale Konstantinos Damianos
  - 6º, 10º e 12º Reggimento fanteria
  - Un mezzo squadrone di cavalleria
  - Due gruppi di artiglieria da campagna, una compagnia di pionieri

- 4ª Divisione fanteria - maggior generale Konstantinos Moschopoulos
  - 8º, 9º e 11º Reggimento fanteria
  - Un mezzo squadrone di cavalleria
  - Due gruppi di artiglieria da campagna, una compagnia di pionieri

- 5ª Divisione fanteria - colonnello Demetrios Matthaiopoulos
  - 16º, 22º e 23º Reggimento fanteria
  - Un mezzo squadrone di cavalleria
  - Due gruppi di artiglieria da campagna, una compagnia di pionieri

- 6ª Divisione fanteria - colonnello Konstantinos Meliotes Komnenos
  - 17º e 18º Reggimento fanteria, 1º Reggimento euzoni
  - Un mezzo squadrone di cavalleria
  - Due gruppi di artiglieria da campagna, una compagnia di pionieri

- 7ª Divisione fanteria - colonnello Kleomenes Kleomenes
  - 19º, 20º e 21º Reggimento fanteria
  - Un mezzo squadrone di cavalleria
  - Due gruppi di artiglieria da campagna, una compagnia di pionieri

- Brigata di cavalleria - maggior generale Alexandros Soutsos
  - 1º e 3º Reggimento cavalleria
  - Due gruppi di artiglieria da campagna

- Distaccamento "Gennades" - colonnello Stephanos Gennades
  - Due battaglioni di euzoni

- Distaccamento "Konstantinopoulos" - colonnello Konstantinos Konstantinopoulos
  - Due battaglioni di euzoni

- Truppe dell'armata:
  - Un reggimento di artiglieria da fortezza, due compagnie di telegrafisti, due compagnie di pontieri, distaccamento aeronautico

### Armata dell'Epiro
Tenente generale Konstantinos Sapountzakis - comandante dell'armata
Tenente colonnello Demetrios Ioannou - capo di stato maggiore
- Divisione dell'Epiro (poi 8ª Divisione fanteria) - tenente generale Konstantinos Sapountzakis
  - 15º Reggimento fanteria
  - Quattro battaglioni di euzoni, un battaglione della guardia nazionale, due battaglioni di volontari cretesi, legione "garibaldina"
  - Un gruppo di artiglieria da campagna, un reggimento di artiglieria da fortezza, una compagnia di pionieri

## Montenegro
Re Nicola I del Montenegro - comandante in capo delle forze montenegrine

### Divisione Primorska
Brigadier generale Mitar Martinovich - comandante della divisione
- 1ª Divisione "Cetinjska"
  - 1ª Brigata fanteria "Katunska", 2ª Brigata fanteria "Rijecko-Ljesanska", 3ª Brigata fanteria "Primorska-Crmnicka"
- Distaccamento di artiglieria

### Divisione della Zeta
Principe ereditario Danilo Petrovic Niegosc - comandante della divisione
- 2ª Divisione "Podgoricka"
  - 4ª Brigata fanteria "Zetska", 5ª Brigata fanteria "Spuzka", 6ª Brigata fanteria " Brdska"
- 3ª Divisione "Niksicka"
  - 7ª Brigata fanteria "Niksicka", 8ª Brigata fanteria "Vucedolska"
- Distaccamento di artiglieria

### Divisione orientale
Brigadier generale Janko Vukotić - comandante della divisione
- 4ª Divisione "Niksicka"
  - 10ª Brigata fanteria "Kolasinska", 11ª Brigata fanteria "Gornovasojevicka"
- 9ª Brigata fanteria "Durmitorska"
- Brigata "Donjovasojevicka" (volontari irregolari serbi)

## Impero ottomano
Sultano Mehmet V - comandante in capo nominale delle forze ottomane
Nazim Pascià - ministro della guerra, comandante in capo effettivo delle forze ottomane
Maggior generale Hadi Pascià - capo di stato maggiore dell'esercito ottomano

### Armata orientale
Tenente generale Abdullah Pascià - comandante dell'armata
Colonnello Cevat - capo di stato maggiore
- I Corpo d'armata - maggior generale Ömer Yaver Pascià
  - 1ª Divisione fanteria provvisoria - brigadier generale Nasir Pascià
    - 1º Reggimento fanteria "Nişanci", 3º Reggimento fanteria, Reggimento fanteria Redif "Izmir"
    - Un reggimento di artiglieria

  - 2ª Divisione fanteria - brigadier generale Aziz Hasan Pascià
    - 4º, 5º e 6º Reggimento fanteria
    - Un reggimento di artiglieria

  - 3ª Divisione fanteria - brigadier generale Osman Pascià
    - 7º, 8º e 9º Reggimento fanteria
    - Un reggimento di artiglieria

  - Divisione fanteria Redif "Uşak" - brigadier generale Canip Pascià
    - Reggimenti fanteria Redif "Uşak", "Simav" e "Kasaba"
    - Un reggimento di artiglieria

  - Truppe del corpo d'armata:
    - 5º Reggimento cavalleria
    - Un battaglione di genieri

- II Corpo d'armata - maggior generale Shevket Turgut Pascià
  - 4ª Divisione fanteria - colonnello Ahmet Necip
    - 10º, 11º e 12º Reggimento fanteria
    - Un reggimento di artiglieria

  - 5ª Divisione fanteria - brigadier generale Hasim Pascià
    - 13º, 14º e 15º Reggimento fanteria
    - Un reggimento di artiglieria

  - 6ª Divisione fanteria - ?
    - 16º Reggimento fanteria, Reggimenti fanteria Redif "Aydin" e "Nazilli"
    - Un reggimento di artiglieria

  - Divisione fanteria Redif "Kastamonu" - brigadier generale Shevket Pascià
    - Reggimenti fanteria Redif "Kastamonu", "Inebolu" e "Sinop"

  - Truppe del corpo d'armata:
    - 10º Reggimento cavalleria
    - Un battaglione di genieri

- III Corpo d'armata - brigadier generale Mahmut Muhtar Pascià
  - 7ª Divisione fanteria - colonnello Mustafa Hilmi
    - 3º Reggimento fanteria combinato "Nişanci", 20º e 21º Reggimento fanteria
    - Un reggimento di artiglieria, una batteria di artiglieria pesante, un battaglione di pontieri

  - 8ª Divisione fanteria - colonnello Fuat Ziya
    - 22º, 23º e 24º Reggimento fanteria
    - Una batteria di artiglieria da campagna, una batteria di artiglieria da montagna, una compagnia di genieri

  - 9ª Divisione fanteria - brigadier generale Hasan Izzet Pascià
    - 26º e 27º Reggimento fanteria, Reggimento fanteria Redif "Çankiri"
    - 3 battaglioni Redif non irreggimentati
    - Un reggimento di artiglieria, una compagnia genieri

  - Divisione fanteria Redif "Afyonkarahisar" - brigadier generale Shevket Pascià
    - Reggimenti fanteria Redif "Afyonkarahisar" e "Akşehir"
    - Una batteria di artiglieria da montagna, una compagnia di genieri

  - Truppe del corpo d'armata:
    - 2º Reggimento cavalleria

- IV Corpo d'armata provvisorio - maggior generale Ahmet Abuk Pascià
  - 12ª Divisione fanteria - colonnello Ömer Fevzi
    - 35º Reggimento fanteria, Reggimenti fanteria Redif "Bandirma" e "Kermastan"
    - Un reggimento di artiglieria

  - Divisione fanteria Redif "Izmit" - brigadier generale Fahri Pascià
    - Reggimenti fanteria Redif "Izmit", "Bilecik" e "Eskišehir"
    - Una batteria di artiglieria da campagna

  - Divisione fanteria Redif "Çanakkale" - colonnello Nasuhi
    - Reggimenti fanteria Redif "Çanakkale", "Pazar" e "Biga"
    - Una batteria di artiglieria da montagna

  - Truppe del corpo d'armata:
    - 7º Reggimento cavalleria

- XVI Corpo d'armata provvisorio - brigadier generale Mehmet Hakki Pascià
  - Divisione fanteria Redif "Denizli" - colonnello Tevfik
    - Reggimenti fanteria Redif "Denizli", "Isparta" e "Çivril"

  - Truppe del corpo d'armata:
    - 1º Reggimento cavalleria

- XVII Corpo d'armata provvisorio - brigadier generale Chürüksulu Mahmut Pascià
  - Divisione fanteria Redif "Konya" - colonnello Cemal
    - Reggimenti fanteria Redif "Konya", "Seidişehir" e "Karaman"

  - Divisione fanteria Redif "Kayseri" - colonnello Mehmet Shükrü
    - Reggimenti fanteria Redif "Kayseri", "Nevşehir" e "Develi"

- XVIII Corpo d'armata provvisorio - colonnello Riza
  - Divisione fanteria Redif "Eregli" - colonnello Cemal
    - Reggimenti fanteria Redif "Eregli", "Bolu" e "Bartin"

  - Divisione fanteria Redif "Samsun" - brigadier generale Galip
    - Reggimenti fanteria Redif "Samsun", "Giresun" e "Ünye"

  - Divisione fanteria Redif "Izmir" - tenente colonnello Mustafa Hamdi
    - Reggimenti fanteria Redif "Akhisar" e "Soma"

- Divisione indipendente di cavalleria - brigadier generale Salip Pascià
  - 1ª Brigata - colonnello Ziya
    - 1º e 2º Reggimento di cavalleria

  - 2ª Brigata - colonnello Mustafa
    - 3º e 4º Reggimento di cavalleria

  - 3ª Brigata - colonnello Selim Sabit
    - 9º e 11º Reggimento di cavalleria

  - Brigata di cavalleria leggera
    - 1º e 2º Reggimento di cavalleria leggera

  - Due batterie di artiglieria a cavallo

- Area fortificata di Adrianopoli - maggior generale Shükrü Pascià
  - 10ª Divisione fanteria - colonnello Hüsamettin
    - 28º, 29º e 30º Reggimento fanteria
    - Un reggimento di artiglieria

  - 11ª Divisione fanteria - brigadier generale Ibrahim Pascià
    - 32º e 33º Reggimento fanteria, Reggimento fanteria Redif "Bursa"
    - Un reggimento di artiglieria, una batteria di artiglieria pesante

  - Divisione fanteria Redif "Edirne" - colonnello M. Aziz
    - Reggimenti fanteria Redif "Edirne", "Koşukavak" e "Eskišehir"

  - Divisione fanteria Redif "Gümülcine" - colonnello Nuri
    - Reggimenti fanteria Redif "Gümülcine", "Sultanyeri" e "Iskeçe"

  - Divisione fanteria Redif "Babaeski" - brigadier generale Ali Nazim
    - Reggimenti fanteria Redif "Babaeski", "Çorlu", "Kirklareli" e "Keşan"
    - Una batteria di artiglieria a cavallo

  - Truppe del corpo d'armata:
    - 12º Reggimento cavalleria
    - Cinque reggimenti di artiglieria pesante, cinque compagnie di mitraglieri, una batteria di artiglieria antiaerea, unità di genieri

- Distaccamento "Kircaali" - brigadier generale Mehmet Yaver Pascià
  - Divisione fanteria Redif "Kircaali" - colonnello Rasim
    - 36º Reggimento fanteria, Reggimenti fanteria Redif "Kircaali", "Palas" e "Eğri"
    - Una batteria di artiglieria da montagna

  - Divisione fanteria Müstahfiz "Kircaali" - colonnello Osman Semai
    - Reggimenti fanteria Müstahfiz "Kircaali", "Palas" e "Koşukavak"
    - Una batteria di artiglieria da campagna

  - Truppe del corpo d'armata:
    - Uno squadrone di cavalleria, una compagnia di genieri

### Armata occidentale
Tenente generale Ali Riza Pascià - comandante dell'armata
Colonnello Cemal - capo di stato maggiore

#### Armata del Vardar
Tenente generale Halepli Zeki Pascià - comandante dell'armata
Colonnello Halil - capo di stato maggiore
- V Corpo d'armata - maggior generale Kara Sait Pascià
  - 13ª Divisione fanteria - brigadier generale Galip Pascià
    - 37º, 38º e 39º Reggimento fanteria
    - Una batteria di artiglieria, una compagnia di genieri

  - 15ª Divisione fanteria - brigadier generale Ismail Hakki Pascià
    - 43º, 44º e 45º Reggimento fanteria
    - Un reggimento di artiglieria, una compagnia di genieri

  - 16ª Divisione fanteria - brigadier generale Mehmet Ali Pascià
    - 46º, 47º e 48º Reggimento fanteria
    - Un reggimento di artiglieria, una compagnia di genieri

  - Divisione fanteria Redif "Iştip" - brigadier generale Canip Pascià
    - Reggimenti fanteria Redif "Iştip", "Koçana" e "Köprülü"
    - Una batteria di artiglieria da montagna, una compagnia di genieri

  - Truppe del corpo d'armata:
    - 5º Reggimento fanteria "Nişanci"
    - 26º Reggimento cavalleria

- VI Corpo d'armata - maggior generale Cavit Pascià
  - 17ª Divisione fanteria - brigadier generale Mustafa Pascià
    - 49º, 50º e 51º Reggimento fanteria
    - Una batteria di artiglieria da campagna, una compagnia di genieri

  - 18ª Divisione fanteria - colonnello Hüsein Hsünü
    - 52º e 54º Reggimento fanteria
    - Una batteria di artiglieria da campagna, una batteria di artiglieria da montagna, una compagnia di genieri

  - Divisione fanteria Redif "Monastir" - colonnello Mehmet Ali
    - Reggimenti fanteria Redif "Monastir" e "Pirlepe"
    - Una batteria di artiglieria da montagna, una compagnia di genieri

  - Truppe del corpo d'armata:
    - 6º Reggimento fanteria "Nişanci"
    - 25º Reggimento cavalleria
    - Una batteria di artiglieria pesante

- VII Corpo d'armata - maggior generale Fethi Pascià
  - 19ª Divisione fanteria - brigadier generale Sait Pascià
    - 55º, 56º e 57º Reggimento fanteria
    - Un reggimento di artiglieria da campagna, una compagnia di genieri

  - Divisione fanteria Redif "Üsküp" - brigadier generale Kadri Pascià
    - Reggimenti fanteria Redif "Üsküp", "Preşova" e "Kalkandelen"
    - Una batteria di artiglieria da campagna, una compagnia di genieri

  - Divisione fanteria Redif "Priştine" - brigadier generale Mehmet Ali
    - Reggimenti fanteria Redif "Gore", "Geylan" e "Prizren"
    - Una batteria di artiglieria da campagna, una compagnia di genieri

  - Truppe del corpo d'armata:
    - 7º Reggimento fanteria "Nişanci"
    - 17º Reggimento cavalleria
    - Una batteria di artiglieria pesante

- Distaccamento "Firzovik" - brigadier generale Mehmet Pascià
  - 20ª Divisione fanteria - brigadier generale Mehmet Pascià
    - Reggimento fanteria Redif "Priştine" e "Vulçetrin", 18º Reggimento cavalleria
    - Due batterie di artiglieria da campagna, una compagnia di genieri

- Distaccamento "Taşlica" - colonnello Halit Münir
  - Distaccamento "Mitroviça"
    - Un battaglione Redif non irreggimentato

  - Distaccamento "Yenipazar" - colonnello Bahtiyar Pascià
    - 58º Reggimento fanteria, Reggimento fanteria Redif "Mitroviça"
    - Un battaglione di cavalleria, una batteria di artiglieria da montagna

  - Distaccamento "Seniçe" - maggiore Ali Mümtaz
    - 60º Reggimento fanteria, Reggimento fanteria Redif "Seniçe"

  - Distaccamento "Taşlica"
    - Un battaglione Redif non irreggimentato

- Divisione indipendente di cavalleria - maggior generale Süleiman Faik Pascià
  - 7ª Brigata - colonnello Şevket
    - 13º e 14º Reggimento di cavalleria

  - 8ª Brigata - colonnello Mhemet Sami
    - 15º e 16º Reggimento di cavalleria

  - Una batteria di artiglieria a cavallo

#### Armata della Macedonia
Tenente generale Ali Riza Pascià - comandante dell'armata
Colonnello Cemal - capo di stato maggiore
- Corpo d'armata di Uştruma - maggior generale Ali Nadir Pascià
  - 14ª Divisione fanteria - brigadier generale Galip Pascià
    - 40º e 42º Reggimento fanteria
    - Un reggimento di artiglieria da campagna

  - Divisione fanteria Redif "Serez" - brigadier generale Naci Pascià
    - Reggimenti fanteria Redif "Serez", "Ustrumca" e "Avrathisar"
    - Una batteria di artiglieria da montagna

  - Distaccamento "Nevrekop" - tenente colonnello Faik
    - 41º Reggimento fanteria, Reggimento fanteria Redif "Nevrekop"
    - Una batteria di artiglieria da montagna

  - Truppe del corpo d'armata:
    - 25º Reggimento cavalleria

- VIII Corpo d'armata provvisorio - brigadier generale Hasan Tahsin Pascià
  - 22ª Divisione fanteria - colonnello Hüsamettin
    - 64º, 65º e 66º Reggimento fanteria
    - Un reggimento di artiglieria da campagna, una compagnia di genieri

  - Divisione fanteria Redif "Nasliç" - colonnello Ismail Hakki
    - Reggimenti fanteria Redif "Nasliç", "Kozana" e "Görice"
    - Un reggimento di artiglieria da campagna, una compagnia di genieri

  - Divisione fanteria Redif "Drama" - tenente colonnello Mustafa Hamdi
    - Reggimenti fanteria Redif "Drama" e "Kavala"
    - Una compagnia di genieri

  - Truppe del corpo d'armata:
    - 14º Reggimento cavalleria

- Comando d'area di Selanik - brigadier generale Şefik Pascià
  - Divisione fanteria Redif "Selanik" - brigadier generale Muhittim Pascià
    - Reggimenti fanteria Redif "Vodina", "Vardar" e "Kesindire"
    - Uno squadrone di cavalleria

- Distaccamento "Karaburun" - colonnello Şükrü
  - Reggimento fanteria Redif "Kelemeriye"
  - Una batteria di artiglieria da campagna, varie unità di artiglieria costiera

- Corpo d'armata indipendente di Yanya - brigadier generale Esat Pascià
  - 23ª Divisione fanteria - brigadier generale Cevat Pascià
    - 67º, 68º e 69º Reggimento fanteria
    - Un reggimento di artiglieria da campagna, una compagnia di genieri

  - Divisione fanteria Redif "Yanya" - colonnello Celâl
    - Reggimenti fanteria Redif "Yanya", "Ergeri" e "Avlonya"
    - Una compagnia di genieri

- Corpo d'armata provvisorio di Işkodra - colonnello Hasan Riza
  - Divisione fanteria provvisoria - colonnello Tiranli Sadik
    - 53º e 54º Reggimento fanteria
    - Due battaglioni di fanteria e tre battaglioni Redif non irreggimentati
    - Una batteria di artiglieria da montagna

  - 24ª Divisione fanteria - colonnello Hasan Riza
    - 70º, 71º e 72º Reggimento fanteria
    - Un reggimento di artiglieria da campagna, una compagnia di genieri, uno squadrone di cavalleria

  - Divisione fanteria Redif "Elbasan" - colonnello Cemal
    - Reggimenti fanteria Redif "Elbasan", "Berat", "Tirana" e "Draç"

  - Regione fortificata di Işkodra - maggiore Mahmut Kamil
    - Reggimento fanteria Redif "Debre"
    - Un reggimento di artiglieria pesante, una compagnia di genieri

- Comando d'area di Ipek - brigadier generale Cavit Pascià
  - Gruppo "Ipek"
    - 61º Reggimento fanteria, due battaglioni di fanteria non irreggimentati
    - Uno squadrone di cavalleria, tre compagnie di mitraglieri, tre batterie di artiglieria da montagna, una compagnia genieri

  - Gruppo "Rugova" - colonnello Sami
    - 1º Reggimento fanteria, due battaglioni di fanteria non irreggimentati
    - Una compagnia mitraglieri, due batterie di artiglieria da montagna

  - Gruppo "Plava" - maggiore Ahmet
    - Due battaglioni di fanteria non irreggimentati
    - Una compagnia mitraglieri, due batterie di artiglieria da montagna

  - Gruppo "Gosina" - maggiore Tevfik
    - 62º Reggimento fanteria, tre battaglioni Redif non irreggimentati
    - Una batteria di artiglieria da montagna

  - Gruppo "Berana" - tenente colonnello Cemal
    - 63º Reggimento fanteria, un battaglioe fanteria e uno Redif non irreggimentati
    - Una batteria di artiglieria da montagna

  - Gruppo "Akova" - colonnello Abdülrezzak
    - 59º Reggimento fanteria, due battaglioni Redif non irreggimentati
    - Una batteria di artiglieria da montagna